# Dixie Evans
Pour les articles homonymes, voir Evans.
Mary Lee "Dixie" Evans, née le 28 août 1926 à Long Beach (États-Unis), et morte le 3 août 2013 à Las Vegas, est une stripteaseuse et une danseuse icône du burlesque américain. Elle est la fondatrice du Burlesque Hall of Fame dorénavant situé à Las Vegas.

## Biographie

### Jeunesse
Mary Lee Evans naît le 28 août 1926 à Long Beach, en Californie. Elle est la fille de Roy Evans et "Annie" LeGrand (née Wrennette). Son père était dans l'industrie pétrolière et sa mère est une descendante de Robert Morris. Dixie Evans dira, au sujet de sa lignée célèbre, « J'aime plaisanter sur le fait que, bien que je sois issue de l'aristocratie, j'ai fini strip-teaseuse ». Son père meurt tragiquement dans un accident alors qu'elle a 7 ans, laissant sa mère élever seule ses deux enfants pendant la Grande Dépression.

### Carrière
Dixie Evans, surnommée the Marilyn Monroe of Burlesque (en français : La Marilyn Monroe du burlesque) est surtout connue pour une parodie burlesque qu'elle a réalisée de Marilyn Monroe,. Elle entre dans le show-business comme mannequin puis comme choriste avant de devenir une danseuse célèbre. Au début des années 1950, elle est déjà une vedette du burlesque sur la côte ouest des États-Unis lorsque le producteur Harold Minsky lui promet un travail stable, dans sa chaîne de théâtres, si elle adapte son personnage à celui de la star montante de l'époque, Marilyn Monroe, en raison de sa ressemblance avec l'actrice.
Comme d'autres strip-teaseuses de l'époque, notamment Lili St-Cyr et Jennie Lee, Dixie Evans est extrêmement connue dans les boîtes de nuit mais largement sous-payée. Le numéro Monroe-burlesque d'Evans est le gadget de la danseuse. Plusieurs autres danseurs ont également parodié des stars féminines et ont rappelé des femmes historiques. Ses numéros parodient les films de Monroe et des aspects connus de la vie de Monroe.
Selon les reporters, Dixie Evans ressemble beaucoup à Monroe. Lorsque Marilyn Monroe meurt en 1962, Marilyn Evans prépare un spectacle hommage qui est bien accueilli par la critique et le public. Evans est vite perturbée par le fait qu'on la prenne parfois pour la star décédée et elle réduit le spectacle, le remplaçant par une parodie d’Irma La Douce. Dixie Evans est encore une attraction, mais le burlesque qu'elle aime se tarit et à l'approche de la trentaine, elle se retire du spectacle et aide à gérer le divertissement dans un complexe touristique.
À la mort de sa proche amie et danseuse Jennie Lee, en 1990, Dixie Evans reprend les réunions annuelles de la Ligue des danseurs exotiques que Jennie Lee avait aidé à fonder et le musée de collection burlesque, Exotic World, devenu plus tard le Burlesque Hall of Fame que Lee a possédé et dirigé. Le musée se compose de centaines d'objets utilisés dans les spectacles burlesques, au fil des ans, et est déplacé de son emplacement d'origine entre 2005 et 2006.
Dixie Evans revient au mannequinat à la fin des années 1980 et elle reprend les spectacles pendant la première douzaine d'années des événements, se limitant ensuite à des discours sur scène. Sa dernière véritable imitation de Marilyn Monroe remonte peut-être à l'événement Tease-O-Rama de 2002, où elle imite la performance de Monroe dans Runnin' Wild du film Certains l'aiment chaud.
Elle meurt à Las Vegas, à l'âge de 86 ans,